# Fleher Brücke

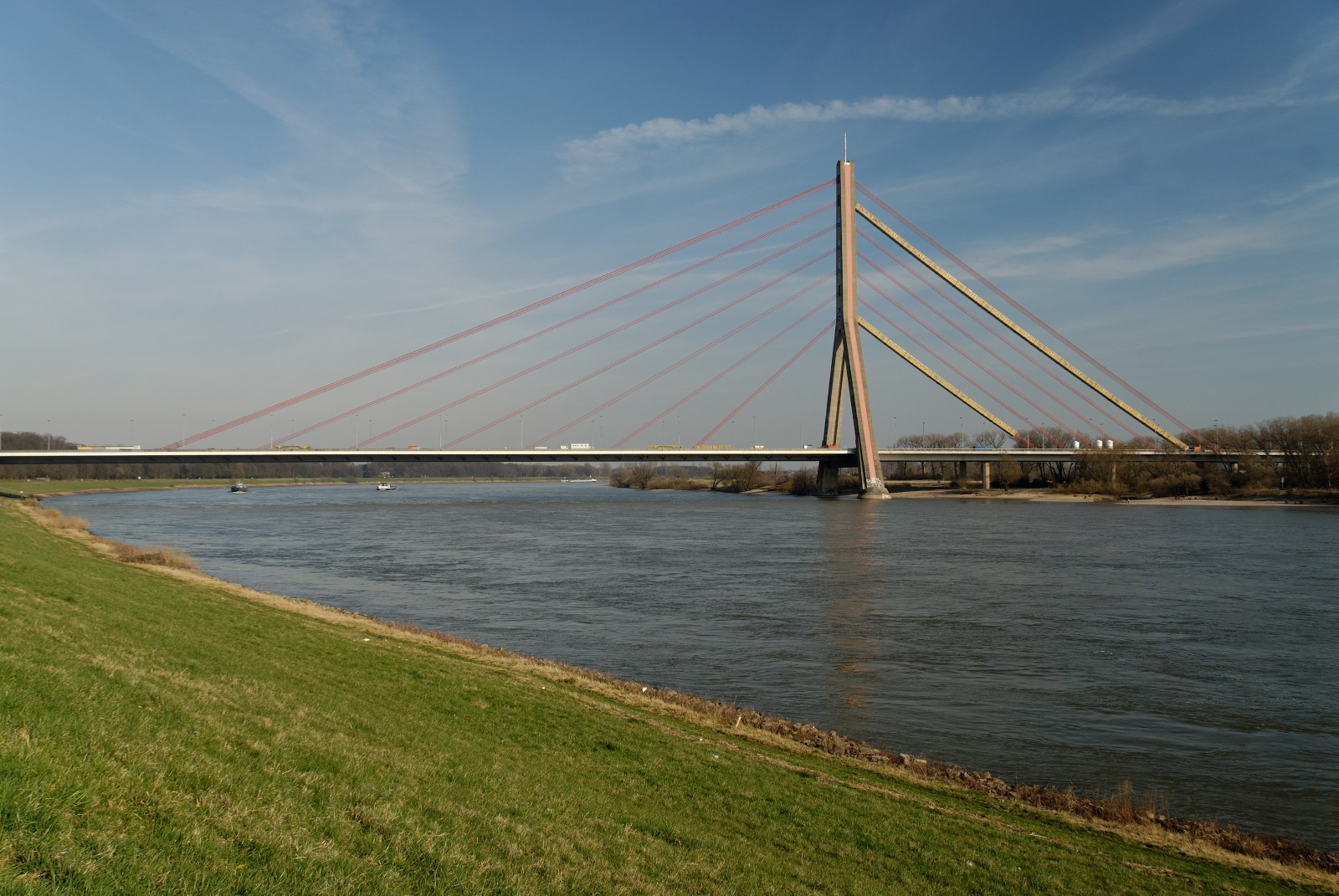
Fleher Brücke.

Fleher Brücke é uma ponte estaiada que cruza o rio Reno, localizada na cidade alemã de Düsseldorf.
Com 1166 metros de comprimento a ponte foi inaugurada em 3 de novembro de 1979.